# Rififí ad Amsterdam
Rififi ad Amsterdam è un film del 1966 diretto da Sergio Grieco.

## Trama
Amsterdam. Una banda mette a segno un furto ad una compagnia che si occupa della vendita di diamanti. La banda che ha agito su commissione, una volta effettuato il furto; si presenta per il compenso pattuito ma viene eliminata. Rex Monroe che è l'unico componente della banda che si salva, si mette alla ricerca degli autori del massacro. Vladek, lo incarica di portare in Spagna i diamanti.